# Горанци
Горанци или Горани су етничка заједница у Србији, део српског народа по етногенези врло слична Србима у Средској и Торбешима у западном делу Северне Македоније. Насељавају регион Гора, који обухвата општину Гора, на крајњем југу Србије, затим део Албаније и Северне Македоније. Исламске су вероисповести, а говоре дијалектом шире познатим као горански говор или нашенски, како свој говор сами називају, односно старословенским српским језиком (призренско-тимочки дијалект), који се некада изучавао и у Призренској богословији, која је 1999. године спаљена до темеља. Школују се на српском језику, према наставном плану и програму Министарства просвете Србије, и Србију сматрају својом домовином. Према попису становништва из 2022. године, у Србији (без Косова и Метохије) је живело 7.700 Горанаца. Према проценама Горанаца има више од 60.000.
Горанска насеља у Србији, којих има укупно 19 су: Баћка, Брод, Велики Крстац, Враниште, Глобочица, Горња Рапча, Диканце, Доња Рапча, Драгаш, Зли Поток, Крушево, Кукуљане, Лештане, Љубовиште, Мали Крстац, Млике, Орћуша, Радеша и Рестелица. У Албанији горанских насеља има 9: Борје, Запод, Кошариште, Оргоста, Орешек, Орчикле, Пакиша, Црнолево и Шиштавец. У Северној Македонији су 2 горанска насеља: Урвич и Јеловјане.
У Албанији и Северној Македонији немају право да се изјасне као Горанци, док на Космету, привремене косовске институције само декларативно признају Горане. Држава Србија Горанцима како због историјске конотације, због своје вишевековне посебности, као и због етничког, културног, говорног и верског идентитета, од 1991. даје могућност да се изјасне као Горанци, онако како сами себе декларишу и како се осећају и онако како их и чувени географ Јован Цвијић бележи. Горанци у формалном смислу у Србији себе не сматрају мањином јер сматрају да су аутохтон народ и да немају другу државу. Срби, признајући им све особености, Горанце сматрају делом свог националног бића, највише због уважавања и повластица које им великодушно даје цар Душан у средњем веку, као и историјске улоге Горанаца. Године 1991, осим права на изјашњавање и статистичко уважавање, Горанци формирају општину Гора одлуком Народне Скупштине Србије, на много мањој површини него што је некада био Горски срез са административним центром у Драгашу. Велелепна зграда Среза, изграђена у доба Краљевине Југославије, постаје зграда општине Гора. Општина Гора осим политичке улоге учвршћивања државности Србије у Метохији, била је сатисфакција за дотад одузета права у време комунистичке Југославије и одраз искреног поштовања државе према Горанцима. Данас постоји општина Драгаш, као и од 1956. до 1990. год, која обухвата осим Гору и област Опоља. Упоредо са систематским протеривањем горанског становништва, у Гори је на делу бошњакизација. Притисак на Горанце да се изјашњавају као Бошњаци је страховит и константан и не долази само од Бошњака и бошњачких интелектуалаца, који их не уважавају као Горанце, већ и од аутохтоних Горанаца који су након рата 1999. године наводно схватили свој бошњачки идентитет.
Горанци су под притиском да напусте школство на српском језику и почну да се школују на бошњачком или албанском. Притисци на Горанце не престају и долазе са свих страна, те и Северна Македонија и Бугарска, увиђајући сличност првенствено у језику, а затим користећи сличност Горанаца са Торбешима и Помацима, у циљу остварења националних интереса, дају Горанцима своја држављанства, али не уважавајући их као Горанце, већ само уколико се изјасне као Македонци, односно Бугари.

## Историја
Иако се сматра да се српски, односно словенски назив Горанци препознаје у првом веку пре нове ере под грчким називом Орини код хеленистичког природњака Клаудија Птоломеја, мало је релевантних података пре хришћанизације Словена, да би се са сигурношћу говорило о кретању Срба на овим просторима, самим тим и Горанаца.
Словени у Гори су хришћанизовани око 870. године за време Византијског царства, после покрштавања Срба и Бугара. Данас, у већини горанских села налазе се развалине православних цркава под управом Српске православне цркве. Осим језика, Горанци су сачували и многе словенске обичаје. Горани пишу ћирилицом, а у Албанији и албанском латиницом.
Верује се да је прва џамија саграђена 688. године по муслиманском календару, односно 1289. године по грегоријанском календару, у Мликама, како пише на спомен плочи на џамији у том селу. Ипак, православни Горани, ислам су почели примати касно, након доласка Турака, тек у 18. веку, када је започет талас исламизације у Гори. Сматра се да је укидање Охридске архиепископије и Пећке патријаршије 1766/1767. године од стране Османлија подстакло исламизацију Горе. Прелазака у ислам је било и крајем 18. и почетком 19. века. Поменута џамија у Мликама је обновљена 1238. хиџретске године, односно 1822. године.
Горани су све до пред крај 19. века зимовали са стоком у приморју Јадранског и Егејског мора, затим у Тракији и Анадолији. У том периоду је ишчезло хришћанство на подручју Горе. Последнња хришћанска породица изумрла је у горанском селу Брод 1855. године. Из ове горанске породице Лековци је и Петар Костић Бројанин (рођен 1852), чија је стрина Божана последња хришћанка која је живела и умрла 1856. године у Гори.
Мада су прихватили ислам, нису се албанизовали, тако да су веома страдали од суседних Албанаца, Љумана. Љумани су од 1878. године учестали са пљачкањем стоке Горана са летовалишта на Шари. Због ових насиља, Горани су све до ослобођења ишли на рад, чак и у Аустрију, Румунију и Малу Азију. Ни до 1927. године нису престали упади албанских пљачкаша из Љуме преко границе.
Заблуда је да Горанци немају јасно изграђен идентитет, како се жели представити од асимилатора ове заједнице. Ради се о компактној, специфичној заједници које је оформљена постепено, дуготрајним антропогеографско-етнолошким процесом, чију основу чини средњовековна православна српско-словенска популација (у симбиози са сродним и другим етнокултурним старобалканским слојевима), традиционална култура и исламизација. Осим словенских етнокултуралних елемената, видљиви су влашки и јуручки елементи и надасве изграђени сасвим посебни горански етницитет, који је данас и те како аутентичан и препознатљив. Никада се нису национално одвајали од Србије, без обзира на посебност коју им држава Србија још од цара Душана гарантује у средњем веку, затим краљ Петар I и други.
Након ослобођења 1945. године, иако су се борили на страни Партизана, комунисти им постепено одузимају све. Прво срез Горски, затим општине, трговинском предузећу Гора мењају име у Шар-производ, а године 1956. насилно им мењају и презимена одлуком извршног одбора Аутономне Косовско-Метохијске Области од 25. септембра 1946. године. Истакнути првоборци бивају скрајнути из политичко-друштвеног деловања, формира се неприродна општина Драгаш са већинским албанским живљем. Албанци се глорификују, а Горанци понижавају. Међутим, иако је политички систем у Гори постављен на њихову штету, Горанци ценећи мир и слободу на рад, као изразито мирољубива и радна заједница, са јаким осећајем за државу, величају Југославију и Тита, а своје етничко понижење опраштају и као да заборављају.
Крајем осамдесетих и почетком деведесетих, Социјалистичка Република Србија враћа им сва одузета права од етничких па до општине. На хиљаде Горанаца је вратило своја презимена, а законом Скупштине Републике Србије 26.07.1990. године конституисана је општина Гора, са деветнаест села, која су насељена Горанцима, са седиштем у Драгашу. Држава дозвољава да се на попису 1991. године изјашњавају како желе. По инерцији без икаквог притиска, први пут се изјашњавају онако како заиста вековима сами себе називају.
Овај златан период Горе, иако праћен санкцијама, грађанским ратом у држави, након осам и по година прекидају НАТО и тзв. Ослободилачка војска Косова (ОВК).
У последњим преговорима између Београда и Приштине, а под покровитељством Европске уније, Горанци су се изјаснили да желе да уђу у Заједницу српских општина, што је Влада Србије такође подржала.
Почетком 2022. покренута је иницијатива у Новом Пазару да Горанци у Србији формирају национални савет јер су према регистру националних савета били једина мањинска група народа без савета.  На изборима 13. новембра 2022. године изабран је први Национални савет Горанаца чији је председник др Амир Кајкуш, психијатар, пореклом из села Глобочица у Гори.

## Демографија

### Србија
Гора је одувек имала неку врсту аутономности. Управни облици су били или општина, срез, нахија, жупа. До 1945. године Гора је имала свој срез. Горанима се укида 1945. године било каква самоуправа, насилно се Горанцима мењају презимена и формира се општина Драгаш, у којој су Албанци били већина. Крајем осамдесетих година 20. века законом СР Србије подељена на две готово етнички чисте општине: Општину Гора са седиштем у Драгашу, са апсолутном етничком већином Горанаца, и општину Опоље у којој су већина били Албанци. Како општина Опоље није функционисала она је угашена већ 3. новембра 1992. године, тако што је припојена општини Призрен, тако су Горанци захваљујући лојалности Републици Србији и даље живели у чисто горанској општини. Доласком УНМИК-а подручје општине Опоље је поново припојено општини Гора и створена је поново општина Драгаш у којој Албанци чине већину. Према попису из 2011. године, који су организовале институције самопроглашене Републике Косово, готово трећина Горанаца се изјаснила Бошњацима. Није се десила миграција Бошњака из средина где традиционално живе, већ је то резултат деценијске насилне бошњакизације и тортуре коју Горанци доживљавају.
| Место     | Српска општина | Косовска општина | Становништво попис 2011 | Горанци | Удео    |
| --------- | -------------- | ---------------- | ----------------------- | ------- | ------- |
| Баћка     | Општина Гора   | Општина Драгаш   | 52                      | 52      | 100,00% |
| Брод      | Општина Гора   | Општина Драгаш   | 1544                    | 747     | 48,38%  |
| Враниште  | Општина Гора   | Општина Драгаш   | 352                     | 334     | 94,88%  |
| Глобочица | Општина Гора   | Општина Драгаш   | 960                     | 871     | 90,72%  |
| Диканце   | Општина Гора   | Општина Драгаш   | 124                     | 124     | 100,00% |
| Драгаш    | Општина Гора   | Општина Драгаш   | 1098                    | 567     | 51,64%  |
| Зли Поток | Општина Гора   | Општина Драгаш   | 610                     | 199     | 32,62%  |
| Крстац    | Општина Гора   | Општина Драгаш   | 420                     | 161     | 38,33%  |
| Крушево   | Општина Гора   | Општина Драгаш   | 857                     | 411     | 47,95%  |
| Кукуљане  | Општина Гора   | Општина Драгаш   | 235                     | 230     | 97,87%  |
| Лештане   | Општина Гора   | Општина Драгаш   | 783                     | 541     | 69,09%  |
| Љубовиште | Општина Гора   | Општина Драгаш   | 773                     | 433     | 56,01%  |
| Млике     | Општина Гора   | Општина Драгаш   | 92                      | 89      | 96,73%  |
| Орчуша    | Општина Гора   | Општина Драгаш   | 60                      | 60      | 100,00% |
| Радеша    | Општина Гора   | Општина Драгаш   | 1224                    | 788     | 64,37%  |
| Рапча     | Општина Гора   | Општина Драгаш   | 853                     | 610     | 71,51%  |
| Рестелица | Општина Гора   | Општина Драгаш   | 4698                    | 2739    | 58,30%  |

### Северна Македонија
У селима Урвич и Јеловјане живе Горанци. Северна Македонија Горанце не признаје статистички, већ се морају декларисати као Македонци, Турци, Албанци или се подводе под остали. Због политичке агитације и сматрањем за политички прихватљивим Горанцима се намеће да се изјашњавају као Турци, иако нико од аутохтоних становника као матерњи језик не говори турски.
| Место     | Општина          | Становништво попис 2002 | Горанци | Удео   |
| --------- | ---------------- | ----------------------- | ------- | ------ |
| Јеловјане | Општина Боговиње | 599                     | 539     | 89,98% |
| Урвич     | Општина Боговиње | 756                     | 640     | 84,65% |

### Егзодус
До НАТО агресије на СР Југославију, 24. марта 1999. године, у Гори је живело око 18.000 Горанаца. У Србији и бившим југословенским републикама налази се око 40.000 Горанаца, a значајан број Горанаца живи и ради у земљама Европске уније и у другим земљама. Према проценама укупан број Горанаца, у Гори, у Србији и у расејању износи око 60.000.
После завршетка НATO агресије, повлачењем Војске Југославије и припадника МУП Републике Србије, и повратком тзв. Ослободилачке војске Косова, десио се егзодус. Људи су у почетку терани и из кућа, убијани по ноћи. Бацане су бомбе на горанске радње, киднаповани су људи и обијани станови. Патроле ОВК су обилазиле села и захтевале, наводно предају оружја и напуштање Горе. Због терора албанских сепаратиста, због непостојања личне и имовинске сигурности, безбедности људи, због непостојања услова за опстанак и останак, око 10.000 Горанаца раселило се у друге делове Србије, али и иселило у Црну Гору, Босну и Херцеговину, Северну Македонију, Хрватску и у земље Европске уније. Мањи део Горанаца, око 8.000, остао је да живи у Гори.
У Гори је, након установљавања Међународне мисије УНMИК и Војне мисије КФOР, појачан притисак албанских сепаратиста на Горанце. Десила су се 23 убиства Горанаца, чији извршиоци никада нису откривени. Запаљен је један број горанских кућа. Узурпирани готово сви станови Горанаца који се налазе у Драгашу. Постала су веома учестала физичка малтретирања и премлаћивања Горанаца. Већина запослених Горанаца су незаконито отерани са својих радних места на којима су радили.
Данас, смишљено, уз подршку неколицине Горанаца који се изјашњавају као Бошњаци, Горанци се поново сатанизују и опструирају на свим нивоима. Општина Гора не постоји, већ је 1999. поново успостављена општина Драгаш, по старом моделу.
Данас је сасвим јасно да су процеси асимилације безуспешни. Узалудни су били напори бошњачких лидера из свих делова Балкана да у бошњачки корпус инкорпорирају и горански ентитет. Горанци су остали Горанци, школују се и функционишу по законима Републике Србије са јасним аспирацијама за улазак у Заједницу српских општина.

## Заједница српских општина
Заједница српских општина је назив самоуправне заједнице општина на Косову и Метохији, чије је формирање предвиђено споразумом Београда и Приштине у Бриселу. Планирано је да ову заједницу чине општине Северна Косовска Митровица, Зубин Поток, Лепосавић, Звечан, Штрпце, Клокот-Врбовац, Грачаница, Ново Брдо, Ранилуг и Партеш. Такође се разговара и о укључењу Општине Гора у Заједницу српских општина.

## Празници

### Бајрам
Горанци скоро на идентичан начин као и други муслимани празнују Рамазански и Курбан-бајрам. Бајрам се честита на горанском говору Често ви Бајрам старијима, односно Често ти Бајрам међу једнакима по годинама. А одговара се И тебе често ти Бајрам или И вам да ви је често!
У горанским селима је устаљено да након бајрамске молитве колективно одлазе на гробље, а онда долазе кућама и честитају Бајрам.
Осим Рамазана (месеца поста) и два Бајрама, у Гори постоје и други муслимански празници када се дели алва за душе умрлих, те у складу са тим ове празнике Горанци називају Дељене. Дељења има више. Ашуре је такође муслимански празник, који се обележава у Гори, нарочито код неких породица у Броду.

### Ђурен
Горанци вековима празнују Ђурђевдан, односно Ђурен. Ђурен траје скоро недељу дана, чија су прва два најзначајнија. Припреме почињу почетком маја. Сам празник почиње 5. маја, даном који се назива Потке, а главни дан је 6. маја и назива се Ден Ђурен (Ђурђевдан).

##### Потке
Празник почиње 5. маја даном који се зове Потке, на који се купају биљкама, травама, цвећем (што се назива „травке“) и офарбаним јајетом. Биљке се сакупљају рано ујутру, а само сакупљање биљака се назива Кршипотке. Јаје се фарба дан пре. Ако се јаје не фарба кува се тог дана. Цвеће и биљке се по повратку кући квасе водом, а затим се њиме прскају успавани укућани по лицу не би ли се пробудили. Спавалице на овај дан се не љуте што устају раније, јер се верује да ће се љутити све до следећих Потки. Укућани обраћају пажњу који гост им долази први у кућу. Сви воле да им дође добра, паметна, лепа и богата особа зато што ће им година бити таква. Међутим, сматра се да је најбоље ако неко дете прво уђе у кућу на овај дан, јер су сва деца добра.

##### Ден Ђурен
Овај дан је Дан Горана(ца). Без поздрава или само поздравом Аирљија Ђурен (Срећан Ђурђевдан) 6. маја наступа Ђурђевдан. Главно окупљање уз тупане и свирале је на локалитету Влашка у атару села Враниште, а атмосфера заједништва и општег весеља наставља се и наредних дана на различитим локалитетима у Гори: Беф камен, Кошче и др.

### Дан пролећа
Дан пролећа или на горанском Ден прољећен, је први календарски дан пролећа, у традицији познат као први дан изласка из зиме који се обележава групним шетњама омладине по оближњим путевима. Обичај је да се тог дана изађе из села. У свим селима је приметан овај обичај и данас. Сматра се да празник има порекло од иранске Нове године - Ноуруз; или да је словенског порекла, а да је само касније због поклапања празника, а под утицајем Турске ушао у свакодневни изговор као Султаневрес. Иначе слично слављење празника излазака из зиме је карактеристично за скоро све народе од Балкана до иранске висоравни.

### Бабин ден
У Диканцима до осамдесетих година 20. века постојао је обичај да младићи на Бабин дан, који пада око Богојављања терају лутку звану Гуђа, обично од текуна, односно шапурике (остатак од окрњеног клипа кукуруза), која персонификује Бабу, тј. ћудљиву природу. Из центра села је штаповима гоне до реке (тј. Леве реке). Када стигну до реке, бацају за Бабом напола изломљене штапове, уз повике Зима да не се врати.

### Божић
У Броду и неким другим горанским селима се до рата 1999. обележавао и Божић, без јасних верских елемената.

### Четвртак (Добар дан - Убав ден)
Четвртог дана у недељи, у Гори, негде пре заласка сунца сви послови стају. Ништа се не ради све до изласка сунца следећег јутра.
Раније, када се радило и у пољу, сви послови су остављани, а кући су преље остављале своја предива, ткаље су престајале да ткају. Ово предвече је било идеално за посело.
Осим овог предвечерја, нерадан дан, као код свих других народа у горанском етносу не постоји. У Гори је дубоко укорењено схватање да су празници изговор за нераднике. Не због непоштовања празника, већ због поштовања посла често Горанци раде и на дан својих светковина.
Горанци четвртак називају још и Добар дан (на горанском говору Убав ден) и сматрају га даном када треба започети одређени посао, добар дан за путовања, и за друге почетке.
И не само у Гори, већ и у другим деловима свог народа, српска народна традиција, четвртак сматра срећним даном. Посебно се поштује низ четвртака од пролећа до жетве.

## Познати Горанци
Међу познатима пореклом из Горе прво место заузима партизанов играч и бек Југославије Фахрудин Јусуфи. Кратко је био и тренер ФК Партизан, од 1. јул 1987. до 12. септембра 1988. Данас, донекле, његов наследник је Миралем Сулејмани. Кошаркаш Зуфер Авдија је такође горанског порекла.
Новинар и писац, Зејнел Зејнели, је истакнути горански интелектуалац. Међу песницима је најистакнутији Хамид Исљами. Веома популаран у иностранству, а мање познат у домаћој јавности је и оперски певач и полиглота Џемил Реџепи.
Пореклом из Горе је и Пајазит Помак. Био је редовни професор, доктор наука, предавач. Такође, пореклом из Горе је и некадашњи професор на Универзитету у Приштини доктор наука Јусуф Балибога. Њихови наследници данас су проф. др Шефик Бајмак, који је редовни професор на Универзитету у Приштини, проф. др Алија Мандак и др Ибро Ваит, који је био и народни посланик у Народној скупштини Републике Србије и члан југословенског преговарачког тима у Рамбујеу.
Мање познати широј јавности, значајни су доктори: Ружди Рамадани, Фадил Бајрами, Ариф Бајмак, Дехир Садики, Листија Дестани, Насуф Куртишевић, Нехру Дестани, Нуридин Шола, Сељатин Кајкуш, Скендер Дестани, Муслија Рушити, Хајрија Курдали-Ахмети, Халим Торо, Халит Халити, Хана Хасани, Харун Хасани, Шукрија Хоџа, Шућа Зурапи-Амети.
Посебно место међу Горанима заузима породица Пеливановића, међу којима прво место припада Малићу Пеливановићу, посланику Народне Скупштине Краљевине Југославије и Мехмеду Пеливановићу (рођен 1854), истакнути хуманиста, родољуб, који је по занимању био посластичар и дуборезац, веома цењен у тадашњем Београду. Истакао се у борбама 1912. године.
Још један посластичар познат како по својим слатким специјалитетима, тако и по својим хуманим делима је Сервет Рамадани, власник чувене посластичарнице Пеливан из Јагодине, која постоји дуже од пола века.
Такође, међу Горанцима су многи војни и полицијски официри и други државни службеници.

## Традиција

### Ајрет
Део горанске културе су многобројне чесме на сваком локалном путу. Чесме праве, обично у сећање на умрле, али и као поклон заједници. Иначе у прошлости Горанци су оскудевали у води, те овакав обичај има и практичне примене. Обичај подизања чесме код Горанаца је познат као Ајрет (арап. خيرات), у значењу добро дело или задужбина, што се може и видети на табли сваке саграђене чесме где најчешће крупним словима пише Ајрет, а испод назива Ајрет пише коме је чесма посвећена.

### Игра пеливан
Најпознатија игра у Гори је пеливан, врста рвања.

### Божје име
У горанском говору, као исламско наслеђе, најчешће се за Бога користи арапска реч Алах, а која се у већини села због неизговарања гласа Х изговара као Ала. Такође се често користи и реч Сајбија, женског рода, од именице Сахибија (арап. صاحبية), у значењу: поседилац, власник, створитељ. Након егзодуса 1999. године, приметно је да се све ређе користи реч Сајбија. Ређе се користе речи Господ и Бог. Када се спомиње властито Божје име које је карактеристично за све муслиманске средине, односно Ала(х), ова реч је мушког рода, а арапски додатак који користе муслимани уз именицу Алах: џеле-шануху (арап. جلَّ شأنه) замењује се реченицом својственом горанском говору "Ала убави једен."

### Видовдан
Видовдан је био дубоко укорењен и у Горанској традицији, али није у изговору дошло до спајања речи и изговара се Видов ден. У говору постоји израз Ће виђиме на Видов ден. Постоје два језичка контекста. У првом случају не у смислу конкретног дана или празника, већ се Видовдан схвата и разуме као Судњи дан, тј. уопштеније било који дан одлуке када се треба показати. То је словенско наслеђе, и разуме се да је у словенској митологији бог (Све)вид врховни бог, а његов дан је судњи дан. У другом случају је свакако српско наслеђе и односи се на то ко је коме вера, а ко невера.